# Espaces linguistiques

## Selon la FERDI
Un espace linguistique, dans la définition retenue par la Fondation pour les études et recherches sur le développement international (FERDI) dans le rapport Le poids économique de langue française dans le monde (2013), englobe tout pays de plus de 500 000 habitants satisfaisant l’une ou l’autre des conditions suivantes :
- dimension de jure : la langue considérée est langue officielle ;
- dimension de facto : une fraction significative (20 %) de la population parle la langue considérée (certains pays peuvent ainsi appartenir simultanément à plusieurs espaces).

| Espace linguistique | Population en 2010 | Taux de croissance démographique annuel moyen 2000-2010 | Part de la population mondiale en 2010 | Part de la population mondiale en 2029 (estimation) |
| ------------------- | ------------------ | ------------------------------------------------------- | -------------------------------------- | --------------------------------------------------- |
| Anglophone          | 2 580 millions     | 1,46 %                                                  | 37,0 %                                 | 39,6 %                                              |
| Francophone         | 480 millions       | 1,75 %                                                  | 7,0 %                                  | 7,9 %                                               |
| Hispanophone        | 427 millions       | 1,26 %                                                  | 6,1 %                                  | 6,1 %                                               |
| Arabophone          | 380 millions       | 2,12 %                                                  | 5,4 %                                  | 6,3 %                                               |
| Lusophone           | 250 millions       | 1,28 %                                                  | 3,6 %                                  | 3,6 %                                               |

| Espace linguistique | Part du PIB mondial en 2010 (PPA) | Taux de croissance du PIB annuel moyen 2000-2010 | PIB/hab. en 2010 (PPA en dollars internationaux constants de 2005) | Taux de croissance du PIB/hab. annuel moyen 2000-2010 |
| ------------------- | --------------------------------- | ------------------------------------------------ | ------------------------------------------------------------------ | ----------------------------------------------------- |
| Anglophone          | 40 %                              | 2,5 %                                            | 13 000                                                             | 1,8 %                                                 |
| Francophone         | 7,5 %                             | 1,8 %                                            | 11 000                                                             | 1,7 %                                                 |
| Hispanophone        | 6,8 %                             | 2,8 %                                            | 10 000                                                             | 2,5 %                                                 |
| Arabophone          | 4,5 %                             | 3 %                                              | 14 000                                                             | 0,3 %                                                 |
| Lusophone           | 3,6 %                             | 3 %                                              | 9 700                                                              | 4,1 %                                                 |

## Selon l'ODSEF et l’Observatoire de la langue française de l’OIF
La définition de l'espace linguistique retenue par l'Observatoire démographique et statistique de l'espace francophone (ODSEF) de l'université Laval inclut uniquement les pays dont la langue est officielle et ne comprend donc pas de seuil de phonie, contrairement aux 20 % dans la définition de la FERDI.
Ainsi, l'espace francophone n'inclut pas (contrairement à la définition de la FERDI) l'Algérie, Israël, le Liban, le Maroc, la Mauritanie, Maurice et la Tunisie, mais inclut Monaco et les Seychelles (qui ont moins de 500 000 habitants donc exclus de la définition de la FERDI).
| Ensemble des pays selon la langue officielle (nombre de pays en 2014) | Population estimée et projetée (en milliers) | Population estimée et projetée (en milliers) | Population estimée et projetée (en milliers) | Population estimée et projetée (en milliers) | Population estimée et projetée (en milliers) | Population estimée et projetée (en milliers) | Taux de croissance | Taux de croissance |
| Ensemble des pays selon la langue officielle (nombre de pays en 2014) | 1965                                         | %                                            | 2015                                         | %                                            | 2065                                         | %                                            | 1965-2015          | 2015-2065          |
| --------------------------------------------------------------------- | -------------------------------------------- | -------------------------------------------- | -------------------------------------------- | -------------------------------------------- | -------------------------------------------- | -------------------------------------------- | ------------------ | ------------------ |
| Anglais (56)                                                          | 1 019 612                                    | 30,6 %                                       | 2 574 086                                    | 35,1 %                                       | 4 180 306                                    | 41,3 %                                       | 152 %              | 62 %               |
| Espagnol (20)                                                         | 188 779                                      | 5,7 %                                        | 451 261                                      | 6,2 %                                        | 585 839                                      | 5,8 %                                        | 139 %              | 30 %               |
| Français (29)                                                         | 161 734                                      | 4,9 %                                        | 421 337                                      | 5,8 %                                        | 1 023 525                                    | 10,1 %                                       | 161 %              | 143 %              |
| Arabe (23)                                                            | 112 951                                      | 3,4 %                                        | 402 094                                      | 5,5 %                                        | 711 577                                      | 7,0 %                                        | 256 %              | 77 %               |
| Portugais (8)                                                         | 108 689                                      | 3,3 %                                        | 267 881                                      | 3,7 %                                        | 389 903                                      | 3,8 %                                        | 146 %              | 46 %               |
| Allemand (6)                                                          | 99 559                                       | 3,0 %                                        | 111 123                                      | 1,5 %                                        | 100 915                                      | 1,0 %                                        | 12 %               | -9 %               |
| Monde                                                                 | 3 329 000                                    | 100,0 %                                      | 7 325 000                                    | 100,0 %                                      | 10 129 000                                   | 100,0 %                                      | 120 %              | 38 %               |

Il est à noter que si le chinois (mandarin) avait été inclus dans l'étude, il aurait été le 2e espace linguistique tant en 1965 qu'en 2015 et qu'en 2065 il serait le seul espace linguistique au monde après l'anglophone à être devant l'espace francophone.
L'espace francophone devrait dépasser l'espace hispanophone autour de 2020 et l'espace arabophone devrait également dépasser ce dernier autour de 2030. Quant à l'espace germanophone, il devrait voir diminuer ses effectifs à partir de 2020.
En 2065, l'espace francophone aura la composante africaine la plus importante en étant peuplé à 85 % par les populations des pays situés en Afrique.